# Либии, Тома
Тома Либии (фр. Thomas Libiih; 17 ноября 1967, Дуала, Камерун) — камерунский футболист, полузащитник, тренер клуба «Лотус-Терек». 

## Карьера
Тома начал карьеру в камерунском клубе «Тоннер» из города Яунде. В 1994 году стал игроком саудовского клуба «Ухуд» из города Медина. Был в составе сборной Камеруна на чемпионате мира FIFA 1990 года и чемпионате мира FIFA 1994 года. Непродолжительное время играл за эквадорскую команду ЛДУ Портовьехо. С 2009 работает главным тренером в футбольном клубе «Лотус-Терек» (Яунде), камерунской фарм-команде российского клуба «Ахмат», созданной Ги Стефаном Эссаме, экс-игроком грозненской команды.